# 窄體南極魚
窄體南極魚為輻鰭魚綱鱸形目南極魚亞目南極魚科的其中一種，分布於西南太平洋的紐西蘭及東南太平洋的智利海域，棲息深度可達100公尺，體長可達41公分，為底棲性魚類，屬肉食性，以頭足類及小魚為食。

## 擴展閱讀
維基物種上的相關：窄體南極魚